# Bélgica en los Juegos Olímpicos de Londres 1948
Bélgica estuvo representada en los Juegos Olímpicos de Londres 1948 por un total de 152 deportistas que compitieron en 17 deportes.  
El portador de la bandera en la ceremonia de apertura fue el pentatleta Charles Vyt.

## Medallistas
El equipo olímpico belga obtuvo las siguientes medallas:
| Nombre | Deporte           | Competición           |
| --- | ----------------- | --------------------- |
| Oro |                   |                       |
| Gaston Reiff                                                                                                   | Atletismo         | 5000 m M              |
| Léon De Lathouwer Eugène Van Roosbroeck Lode Wouters                                                           | Ciclismo en ruta  | Ruta por eqs. M       |
| Plata |                   |                       |
| Joseph Vissers                                                                                                 | Boxeo             | Ligero (62 kg) M      |
| Pierre Nihant                                                                                                  | Ciclismo en pista | Contrarreloj 1000 m M |
| Bronce |                   |                       |
| Étienne Gailly                                                                                                 | Atletismo         | Maratón M             |
| Lode Wouters                                                                                                   | Ciclismo en ruta  | Ruta ind. M           |
| Paul Valcke André van de Werve de Vorsselaer Georges de Bourguignon Raymond Bru Édouard Yves Henri Paternoster | Esgrima           | Florete por eqs. M    |